# ローマの奇跡
「ローマの奇跡」（ローマのきせき）は、1969年8月25日に発売されたヒデとロザンナの3枚目のシングル。

## 解説
ロザンナの故郷であるイタリアで録音され、A面曲の編曲は、地元イタリアの音楽家・リノ・クワリエーロが担当した。オリコンチャート最高位は21位。
B面の「真夜中のボサ・ノバ」は、2011年にピンク・マルティーニ＆由紀さおりがカバーし、収録されたアルバム『1969』は、アメリカiTunesジャズチャートやカナダのiTunesチャートで1位を獲得。ギリシャやシンガポールなどのCDチャートでも上位にランクインし、話題となる。

## 収録曲
- 両楽曲共に、作詞：橋本淳／作曲：筒美京平

1. ローマの奇跡 (2分52秒)
編曲：リノ・クワリエーロ
2. 真夜中のボサ・ノバ (2分54秒)
編曲：筒美京平

## カバー
真夜中のボサ・ノバ
- ピンク・マルティーニ＆由紀さおり（2011年10月12日、アルバム『1969』収録。）